# Список астероїдів (17201—17300)
| Назва                              | Тимчасове позначення | Дата відкриття  | Місце відкриття                           | Відкривач                                              |
| ---------------------------------- | -------------------- | --------------- | ----------------------------------------- | ------------------------------------------------------ |
| 17201 Матяжгумар (Matjazhumar)     | 2000 AJ58            | 4 січня 2000    | Сокорро (Нью-Мексико)                     | LINEAR                                                 |
| (17202) 2000 AJ64                  | 2000 AJ64            | 4 січня 2000    | Сокорро (Нью-Мексико)                     | LINEAR                                                 |
| (17203) 2000 AM64                  | 2000 AM64            | 4 січня 2000    | Сокорро (Нью-Мексико)                     | LINEAR                                                 |
| (17204) 2000 AR75                  | 2000 AR75            | 5 січня 2000    | Сокорро (Нью-Мексико)                     | LINEAR                                                 |
| (17205) 2000 AM105                 | 2000 AM105           | 5 січня 2000    | Сокорро (Нью-Мексико)                     | LINEAR                                                 |
| (17206) 2000 AJ125                 | 2000 AJ125           | 5 січня 2000    | Сокорро (Нью-Мексико)                     | LINEAR                                                 |
| (17207) 2000 AW126                 | 2000 AW126           | 5 січня 2000    | Сокорро (Нью-Мексико)                     | LINEAR                                                 |
| 17208 Покровська (Pokrovska)       | 2000 AH130           | 5 січня 2000    | Сокорро (Нью-Мексико)                     | LINEAR                                                 |
| (17209) 2000 AH148                 | 2000 AH148           | 5 січня 2000    | Сокорро (Нью-Мексико)                     | LINEAR                                                 |
| (17210) 2000 AY172                 | 2000 AY172           | 7 січня 2000    | Сокорро (Нью-Мексико)                     | LINEAR                                                 |
| 17211 Браянфішер (Brianfisher)     | 2000 AY174           | 7 січня 2000    | Сокорро (Нью-Мексико)                     | LINEAR                                                 |
| (17212) 2000 AV183                 | 2000 AV183           | 7 січня 2000    | Сокорро (Нью-Мексико)                     | LINEAR                                                 |
| (17213) 2000 AF186                 | 2000 AF186           | 8 січня 2000    | Сокорро (Нью-Мексико)                     | LINEAR                                                 |
| (17214) 2000 AR189                 | 2000 AR189           | 8 січня 2000    | Сокорро (Нью-Мексико)                     | LINEAR                                                 |
| 17215 Сліван (Slivan)              | 2000 AG238           | 6 січня 2000    | Станція Андерсон-Меса                     | LONEOS                                                 |
| 17216 Скоттстюарт (Scottstuart)    | 2000 AK243           | 7 січня 2000    | Станція Андерсон-Меса                     | LONEOS                                                 |
| (17217) 2000 AR243                 | 2000 AR243           | 7 січня 2000    | Сокорро (Нью-Мексико)                     | LINEAR                                                 |
| (17218) 2000 BV16                  | 2000 BV16            | 30 січня 2000   | Сокорро (Нью-Мексико)                     | LINEAR                                                 |
| (17219) 2000 CV                    | 2000 CV              | 1 лютого 2000   | Каталінський огляд                        | Каталінський огляд                                     |
| 17220 Джонпенна (Johnpenna)        | 2000 CX26            | 2 лютого 2000   | Сокорро (Нью-Мексико)                     | LINEAR                                                 |
| (17221) 2000 CZ28                  | 2000 CZ28            | 2 лютого 2000   | Сокорро (Нью-Мексико)                     | LINEAR                                                 |
| 17222 Перлматер (Perlmutter)       | 2000 CU44            | 2 лютого 2000   | Сокорро (Нью-Мексико)                     | LINEAR                                                 |
| (17223) 2000 CX56                  | 2000 CX56            | 5 лютого 2000   | Сокорро (Нью-Мексико)                     | LINEAR                                                 |
| 17224 Рандоросс (Randoross)        | 2000 CP58            | 5 лютого 2000   | Сокорро (Нью-Мексико)                     | LINEAR                                                 |
| 17225 Аланшорн (Alanschorn)        | 2000 CS60            | 2 лютого 2000   | Сокорро (Нью-Мексико)                     | LINEAR                                                 |
| (17226) 2000 CC76                  | 2000 CC76            | 8 лютого 2000   | Сокорро (Нью-Мексико)                     | LINEAR                                                 |
| (17227) 2000 CW80                  | 2000 CW80            | 11 лютого 2000  | Обсерваторія Теббатт                      | Френк Золотовскі                                       |
| (17228) 2000 CJ94                  | 2000 CJ94            | 8 лютого 2000   | Сокорро (Нью-Мексико)                     | LINEAR                                                 |
| (17229) 2000 CR97                  | 2000 CR97            | 13 лютого 2000  | Вішнянська обсерваторія                   | Корадо Корлевіч                                        |
| (17230) 2000 CX116                 | 2000 CX116           | 3 лютого 2000   | Сокорро (Нью-Мексико)                     | LINEAR                                                 |
| (17231) 2000 CB122                 | 2000 CB122           | 3 лютого 2000   | Сокорро (Нью-Мексико)                     | LINEAR                                                 |
| (17232) 2000 DE3                   | 2000 DE3             | 27 лютого 2000  | Обсерваторія Оїдзумі                      | Такао Кобаяші                                          |
| 17233 Стеншапіро (Stanshapiro)     | 2000 DU58            | 29 лютого 2000  | Сокорро (Нью-Мексико)                     | LINEAR                                                 |
| (17234) 2000 EL11                  | 2000 EL11            | 4 березня 2000  | Сокорро (Нью-Мексико)                     | LINEAR                                                 |
| (17235) 2000 EC29                  | 2000 EC29            | 4 березня 2000  | Сокорро (Нью-Мексико)                     | LINEAR                                                 |
| (17236) 2000 EK45                  | 2000 EK45            | 9 березня 2000  | Сокорро (Нью-Мексико)                     | LINEAR                                                 |
| (17237) 2000 EC50                  | 2000 EC50            | 7 березня 2000  | Вішнянська обсерваторія                   | Корадо Корлевіч                                        |
| (17238) 2000 EP56                  | 2000 EP56            | 8 березня 2000  | Сокорро (Нью-Мексико)                     | LINEAR                                                 |
| (17239) 2000 EH95                  | 2000 EH95            | 9 березня 2000  | Сокорро (Нью-Мексико)                     | LINEAR                                                 |
| 17240 Ґлеторренс (Gletorrence)     | 2000 EK95            | 9 березня 2000  | Сокорро (Нью-Мексико)                     | LINEAR                                                 |
| 17241 Вуден (Wooden)               | 2000 EM126           | 11 березня 2000 | Станція Андерсон-Меса                     | LONEOS                                                 |
| 17242 Лесліянг (Leslieyoung)       | 2000 EX130           | 11 березня 2000 | Станція Андерсон-Меса                     | LONEOS                                                 |
| (17243) 2000 FX35                  | 2000 FX35            | 29 березня 2000 | Сокорро (Нью-Мексико)                     | LINEAR                                                 |
| (17244) 2000 FF50                  | 2000 FF50            | 28 березня 2000 | Обсерваторія Квістаберг                   | Астероїдний огляд Уппсала-DLR                          |
| (17245) 2000 GS42                  | 2000 GS42            | 5 квітня 2000   | Сокорро (Нью-Мексико)                     | LINEAR                                                 |
| (17246) 2000 GL74                  | 2000 GL74            | 5 квітня 2000   | Сокорро (Нью-Мексико)                     | LINEAR                                                 |
| 17247 Ванверст (Vanverst)          | 2000 GG105           | 7 квітня 2000   | Сокорро (Нью-Мексико)                     | LINEAR                                                 |
| (17248) 2000 GC107                 | 2000 GC107           | 7 квітня 2000   | Сокорро (Нью-Мексико)                     | LINEAR                                                 |
| 17249 Еліотянґ (Eliotyoung)        | 2000 GM110           | 2 квітня 2000   | Станція Андерсон-Меса                     | LONEOS                                                 |
| 17250 Джинлукас (Genelucas)        | 2000 GW122           | 11 квітня 2000  | Обсерваторія Фаунтін-Гіллс                | Чарльз Джулз                                           |
| 17251 Вондрачек (Vondracek)        | 2000 GA127           | 7 квітня 2000   | Сокорро (Нью-Мексико)                     | LINEAR                                                 |
| (17252) 2000 GJ127                 | 2000 GJ127           | 7 квітня 2000   | Сокорро (Нью-Мексико)                     | LINEAR                                                 |
| 17253 Вонсекер (Vonsecker)         | 2000 GW136           | 12 квітня 2000  | Сокорро (Нью-Мексико)                     | LINEAR                                                 |
| (17254) 2000 GG137                 | 2000 GG137           | 12 квітня 2000  | Сокорро (Нью-Мексико)                     | LINEAR                                                 |
| (17255) 2000 GS163                 | 2000 GS163           | 11 квітня 2000  | Обсерваторія Кітт-Пік                     | Spacewatch                                             |
| (17256) 2000 HZ22                  | 2000 HZ22            | 30 квітня 2000  | Сокорро (Нью-Мексико)                     | LINEAR                                                 |
| 17257 Страццулла (Strazzulla)      | 2000 HM25            | 26 квітня 2000  | Станція Андерсон-Меса                     | LONEOS                                                 |
| 17258 Вейлен (Whalen)              | 2000 HK90            | 29 квітня 2000  | Сокорро (Нью-Мексико)                     | LINEAR                                                 |
| (17259) 2000 JE1                   | 2000 JE1             | 2 травня 2000   | Сокорро (Нью-Мексико)                     | LINEAR                                                 |
| (17260) 2000 JQ58                  | 2000 JQ58            | 6 травня 2000   | Сокорро (Нью-Мексико)                     | LINEAR                                                 |
| (17261) 2000 JB62                  | 2000 JB62            | 7 травня 2000   | Сокорро (Нью-Мексико)                     | LINEAR                                                 |
| 17262 Винокур (Winokur)            | 2000 JS62            | 9 травня 2000   | Сокорро (Нью-Мексико)                     | LINEAR                                                 |
| (17263) 2000 JL65                  | 2000 JL65            | 5 травня 2000   | Сокорро (Нью-Мексико)                     | LINEAR                                                 |
| (17264) 2000 JM66                  | 2000 JM66            | 6 травня 2000   | Сокорро (Нью-Мексико)                     | LINEAR                                                 |
| 17265 Дебеннетт (Debennett)        | 2000 JP83            | 6 травня 2000   | Сокорро (Нью-Мексико)                     | LINEAR                                                 |
| (17266) 2000 KT6                   | 2000 KT6             | 27 травня 2000  | Сокорро (Нью-Мексико)                     | LINEAR                                                 |
| (17267) 2000 KY48                  | 2000 KY48            | 28 травня 2000  | Обсерваторія Кітт-Пік                     | Spacewatch                                             |
| (17268) 2000 KZ50                  | 2000 KZ50            | 29 травня 2000  | Сокорро (Нью-Мексико)                     | LINEAR                                                 |
| 17269 Діксміт (Dicksmith)          | 2000 LN1             | 3 червня 2000   | Обсерваторія Ріді-Крик                    | Джон Бротон                                            |
| (17270) 2000 LB2                   | 2000 LB2             | 4 червня 2000   | Обсерваторія Ріді-Крик                    | Джон Бротон                                            |
| (17271) 2000 LL2                   | 2000 LL2             | 4 червня 2000   | Сокорро (Нью-Мексико)                     | LINEAR                                                 |
| (17272) 2000 LU4                   | 2000 LU4             | 5 червня 2000   | Сокорро (Нью-Мексико)                     | LINEAR                                                 |
| 17273 Карнік (Karnik)              | 2000 LD13            | 5 червня 2000   | Сокорро (Нью-Мексико)                     | LINEAR                                                 |
| (17274) 2000 LC16                  | 2000 LC16            | 7 червня 2000   | Сокорро (Нью-Мексико)                     | LINEAR                                                 |
| (17275) 2000 LX19                  | 2000 LX19            | 8 червня 2000   | Сокорро (Нью-Мексико)                     | LINEAR                                                 |
| (17276) 2000 LU22                  | 2000 LU22            | 4 червня 2000   | Обсерваторія Галеакала                    | NEAT                                                   |
| 17277 Джаррідлевін (Jarrydlevine)  | 2000 LP25            | 7 червня 2000   | Сокорро (Нью-Мексико)                     | LINEAR                                                 |
| 17278 Вегг (Viggh)                 | 2000 LK27            | 6 червня 2000   | Станція Андерсон-Меса                     | LONEOS                                                 |
| 17279 Дженіфереванс (Jeniferevans) | 2000 LX27            | 6 червня 2000   | Станція Андерсон-Меса                     | LONEOS                                                 |
| 17280 Шеллі (Shelly)               | 2000 LK28            | 6 червня 2000   | Станція Андерсон-Меса                     | LONEOS                                                 |
| 17281 Метбліт (Mattblythe)         | 2000 LV28            | 6 червня 2000   | Станція Андерсон-Меса                     | LONEOS                                                 |
| (17282) 2000 LS34                  | 2000 LS34            | 3 червня 2000   | Обсерваторія Кітт-Пік                     | Spacewatch                                             |
| 17283 Устинов (Ustinov)            | 2000 MB1             | 24 червня 2000  | Обсерваторія Ріді-Крик                    | Джон Бротон                                            |
| (17284) 2000 MJ5                   | 2000 MJ5             | 26 червня 2000  | Сокорро (Нью-Мексико)                     | LINEAR                                                 |
| 17285 Безу (Bezout)                | 2000 NU              | 3 липня 2000    | Прескоттська обсерваторія                 | Пол Комба                                              |
| 17286 Бізі (Bisei)                 | 2000 NB6             | 8 липня 2000    | Бісейська станція космічного патрулювання | BATTeRS                                                |
| (17287) 2000 NP10                  | 2000 NP10            | 7 липня 2000    | Сокорро (Нью-Мексико)                     | LINEAR                                                 |
| (17288) 2000 NZ10                  | 2000 NZ10            | 10 липня 2000   | Обсерваторія Валінос                      | Пауло Ольворсем                                        |
| (17289) 2037 P-L                   | 2037 P-L             | 24 вересня 1960 | Паломарська обсерваторія                  | К. Й. ван Гаутен, І. ван Гаутен-Ґроневельд, Т. Герельс |
| (17290) 2060 P-L                   | 2060 P-L             | 24 вересня 1960 | Паломарська обсерваторія                  | К. Й. ван Гаутен, І. ван Гаутен-Ґроневельд, Т. Герельс |
| (17291) 2547 P-L                   | 2547 P-L             | 24 вересня 1960 | Паломарська обсерваторія                  | К. Й. ван Гаутен, І. ван Гаутен-Ґроневельд, Т. Герельс |
| (17292) 2656 P-L                   | 2656 P-L             | 24 вересня 1960 | Паломарська обсерваторія                  | К. Й. ван Гаутен, І. ван Гаутен-Ґроневельд, Т. Герельс |
| (17293) 2743 P-L                   | 2743 P-L             | 24 вересня 1960 | Паломарська обсерваторія                  | К. Й. ван Гаутен, І. ван Гаутен-Ґроневельд, Т. Герельс |
| (17294) 2787 P-L                   | 2787 P-L             | 26 вересня 1960 | Паломарська обсерваторія                  | К. Й. ван Гаутен, І. ван Гаутен-Ґроневельд, Т. Герельс |
| (17295) 2827 P-L                   | 2827 P-L             | 24 вересня 1960 | Паломарська обсерваторія                  | К. Й. ван Гаутен, І. ван Гаутен-Ґроневельд, Т. Герельс |
| (17296) 3541 P-L                   | 3541 P-L             | 17 жовтня 1960  | Паломарська обсерваторія                  | К. Й. ван Гаутен, І. ван Гаутен-Ґроневельд, Т. Герельс |
| (17297) 3560 P-L                   | 3560 P-L             | 22 жовтня 1960  | Паломарська обсерваторія                  | К. Й. ван Гаутен, І. ван Гаутен-Ґроневельд, Т. Герельс |
| (17298) 4031 P-L                   | 4031 P-L             | 24 вересня 1960 | Паломарська обсерваторія                  | К. Й. ван Гаутен, І. ван Гаутен-Ґроневельд, Т. Герельс |
| (17299) 4168 P-L                   | 4168 P-L             | 24 вересня 1960 | Паломарська обсерваторія                  | К. Й. ван Гаутен, І. ван Гаутен-Ґроневельд, Т. Герельс |
| (17300) 4321 P-L                   | 4321 P-L             | 24 вересня 1960 | Паломарська обсерваторія                  | К. Й. ван Гаутен, І. ван Гаутен-Ґроневельд, Т. Герельс |

| ← Астероїди 10001—20000 → |             |             |             |             |             |             |             |             |             |
| 10001—10100               | 11001—11100 | 12001—12100 | 13001—13100 | 14001—14100 | 15001—15100 | 16001—16100 | 17001—17100 | 18001—18100 | 19001—19100 |
| 10101—10200               | 11101—11200 | 12101—12200 | 13101—13200 | 14101—14200 | 15101—15200 | 16101—16200 | 17101—17200 | 18101—18200 | 19101—19200 |
| 10201—10300               | 11201—11300 | 12201—12300 | 13201—13300 | 14201—14300 | 15201—15300 | 16201—16300 | 17201—17300 | 18201—18300 | 19201—19300 |
| 10301—10400               | 11301—11400 | 12301—12400 | 13301—13400 | 14301—14400 | 15301—15400 | 16301—16400 | 17301—17400 | 18301—18400 | 19301—19400 |
| 10401—10500               | 11401—11500 | 12401—12500 | 13401—13500 | 14401—14500 | 15401—15500 | 16401—16500 | 17401—17500 | 18401—18500 | 19401—19500 |
| 10501—10600               | 11501—11600 | 12501—12600 | 13501—13600 | 14501—14600 | 15501—15600 | 16501—16600 | 17501—17600 | 18501—18600 | 19501—19600 |
| 10601—10700               | 11601—11700 | 12601—12700 | 13601—13700 | 14601—14700 | 15601—15700 | 16601—16700 | 17601—17700 | 18601—18700 | 19601—19700 |
| 10701—10800               | 11701—11800 | 12701—12800 | 13701—13800 | 14701—14800 | 15701—15800 | 16701—16800 | 17701—17800 | 18701—18800 | 19701—19800 |
| 10801—10900               | 11801—11900 | 12801—12900 | 13801—13900 | 14801—14900 | 15801—15900 | 16801—16900 | 17801—17900 | 18801—18900 | 19801—19900 |
| 10901—11000               | 11901—12000 | 12901—13000 | 13901—14000 | 14901—15000 | 15901—16000 | 16901—17000 | 17901—18000 | 18901—19000 | 19901—20000 |